# Onthophagus troniceki
Onthophagus troniceki är en skalbaggsart som beskrevs av Vladimir Balthasar 1933. Onthophagus troniceki ingår i släktet Onthophagus och familjen bladhorningar. Inga underarter finns listade i Catalogue of Life.